# Gomenasai
Gomenasai è un singolo del duo musicale russo t.A.T.u., pubblicato il 1º maggio 2006 come terzo e ultimo estratto dal secondo album in studio in lingua inglese Dangerous and Moving.
Il duo affermò di non volere che la canzone diventasse un singolo, ma la casa discografica lo scelse contro la sua volontà.

## Descrizione
Il titolo, correttamente latinizzato dal giapponese in Gomen nasai (ごめんなさい?), significa "mi dispiace". La canzone, scritta da Martin Kierszenbaum e prodotta con Robert Orton, include un arrangiamento di strumenti a corda di Richard Carpenter (membro dei The Carpenters), mentre la foto sulla copertina del singolo è stata scattata da Bryan Adams. A differenza delle precedenti uscite del duo, Gomenasai è una tranquilla ballata pop.
Voci di corridoio, in origine, affermavano che il brano fosse stato concepito come una sorta di "canzone di pentimento" verso il Giappone, a seguito del comportamento inappropriato che il duo aveva tenuto nel Paese durante la promozione del loro primo album internazionale (le ragazze avevano abbandonato improvvisamente gli studi televisivi durante un'ospitata in diretta e avevano cancellato all'ultimo un concerto a Tokyo). Seppur ciò non sia mai stato affermato ufficialmente, successivamente le cantanti hanno velatamente confermato questa versione.
Già prima della pubblicazione, quando il testo trapelò nella televisione giapponese, la canzone raccolse opinioni negative da molti fan che pensavano non fosse nello stile del duo.

## Video musicale
Del brano sono stati prodotti due video differenti: uno animato e l'altro con le t.A.T.u. in persona.

### Versione anime
La versione del video di Gomenasai anime, diretta dal regista Randy Sosin, fu distribuita a fine febbraio-inizio marzo 2006 in diverse nazioni. Il video comincia con Julia Volkova che dorme nella sua stanza, senza sapere che un piccolo robot la sta osservando attentamente. La ragazza si sveglia e si accorge di essere spiata, quindi si cambia i vestiti e si equipaggia di armi per poi salire in macchina. Mentre guida l'auto, pensa a Lena Katina prima di scoprire di essere inseguita da altri robot; si schianta contro di loro, causando un'esplosione, ma riesce a fuggire distruggendoli tutti. Nel frattempo Lena è imprigionata da un nemico. Julia irrompe nella sua fortezza e lo sconfigge. Ironicamente, alla fine del video, Julia e Lena si abbracciano, ma c'è una grande fossa attorno a loro. Questa versione, disponibile su iTunes, è l'unica a essere stata pubblicata su Vevo.

### Seconda versione
La versione registrata con le t.A.T.u., diretta da Hype Williams, fu girata nella settimana del 13 marzo 2006 nei Giardini Botanici di Los Angeles. Molto diverso dalla precedente versione animata, il video mostra i primi piani delle ragazze su sfondo nero, intervallati da immagini delle varie statue di pietra presenti nel giardino. Il video, così come per il CD del singolo, fu pubblicato nel maggio 2006 in Europa, Asia e Sud America. La stessa Julia dichiarò che a lei non piaceva né la canzone né il video, ma fu la casa discografica a imporne la pubblicazione, mentre Lena elogiò la semplicità del video e lo descrisse come poco elaborato ma bellissimo allo stesso tempo.

## Tracce
CD maxi single (Europa)
1. Gomenasai – 3:44
2. Cosmos (She Wants Revenge Remix) – 5:39
3. Craving (I Only Want What I Can't Have) (Bollywood Mix) – 4:14
4. Gomenasai (Not Animated Video) – 3:43

CD single (Europa)
1. Gomenasai – 3:44
2. Cosmos (She Wants Revenge Remix) – 5:39

## Successo commerciale
Il brano ha avuto successo moderato, entrando nella top-50 in Austria e Germania, rispettivamente alla posizione numero 47 e 30. In Belgio ha raggiunto il quindicesimo posto della Ultratip 100 fiamminga.

## Classifiche
| Classifica (2006) | Posizione massima |
| ----------------- | ----------------- |
| Austria           | 47                |
| Belgio (Fiandre)  | 65                |
| Germania          | 30                |
| Russia            | 87                |
| Ucraina           | 49                |

## Date di pubblicazione
| Paese  | Data           | Formato                       | Etichetta  | Nota   |
| ------ | -------------- | ----------------------------- | ---------- | ------ |
| Italia | 1º maggio 2006 | Download digitale             | Interscope | [ 1 ]  |
| Italia | 5 maggio 2006  | Download digitale multi-track | Interscope | [ 1 ]  |
| Europa | 12 maggio 2006 | CD                            | Interscope | [ 12 ] |

## Campionamenti
- Alcuni campioni di Gomenasai furono usati nella canzone del gruppo rap Flipsyde Happy Birthday, anch'esso un brano realizzato in collaborazione con il compositore Richard Carpenter. I due brani sono diversi per stile: quello dei Flipsyde è hip hop, mentre Gomenasai è una ballad pop. Happy Birthday contiene il pezzo in cui Lena dice What I thought was a dream... was as real as it seemed e quando Julia dice I made a mistake e il resto della canzone è rappato sopra la base di Gomenasai. Le t.A.T.u. accompagnarono i Flipsyde nella promozione del singolo e si esibirono insieme a Top of the Pops, TRL e a The Dome in Germania. Tuttavia, il duo non appare nel video musicale del brano, né è citato nei crediti della canzone.

- Nel 2007 il rapper spagnolo Porta ha campionato Gomenasai nel brano Mi rosa negra.